# Petroica multicolor
Petroica multicolor là một loài chim nhỏ trong họ Petroicidae. Đây là loài đặc hữu của đảo Norfolk, một lãnh thổ của Úc ở Biển Tasmania, giữa Úc và New Zealand.

## Phân loại
Loài này từng được được coi là cùng loài với Petroica boodang của Úc, nhưng đã được tách ravào năm 1999, với mẫu vật đảo Norfolk là một phần của nhóm petroica Thái Bình Dương. Loài này được xác định là một loài riêng biệt vào năm 2015.

## Phân bố và môi trường sống
Loài này giới hạn ở đảo Norfolk, nơi chúng được giới hạn ở phần núi Pitt của vườn quốc gia đảo Norfolk và các khu rừng còn sót lại. Nó chủ yếu sống ở rừng mưa nhiệt đới bản địa, với mật độ thấp hơn ở các môi trường sống khác. Nó thích các khu vực có tầng sinh khối dày đặc và một lớp đất cở mở với lớp sâu, ẩm ướt để tìm thức ăn.